# Massacres de Signes

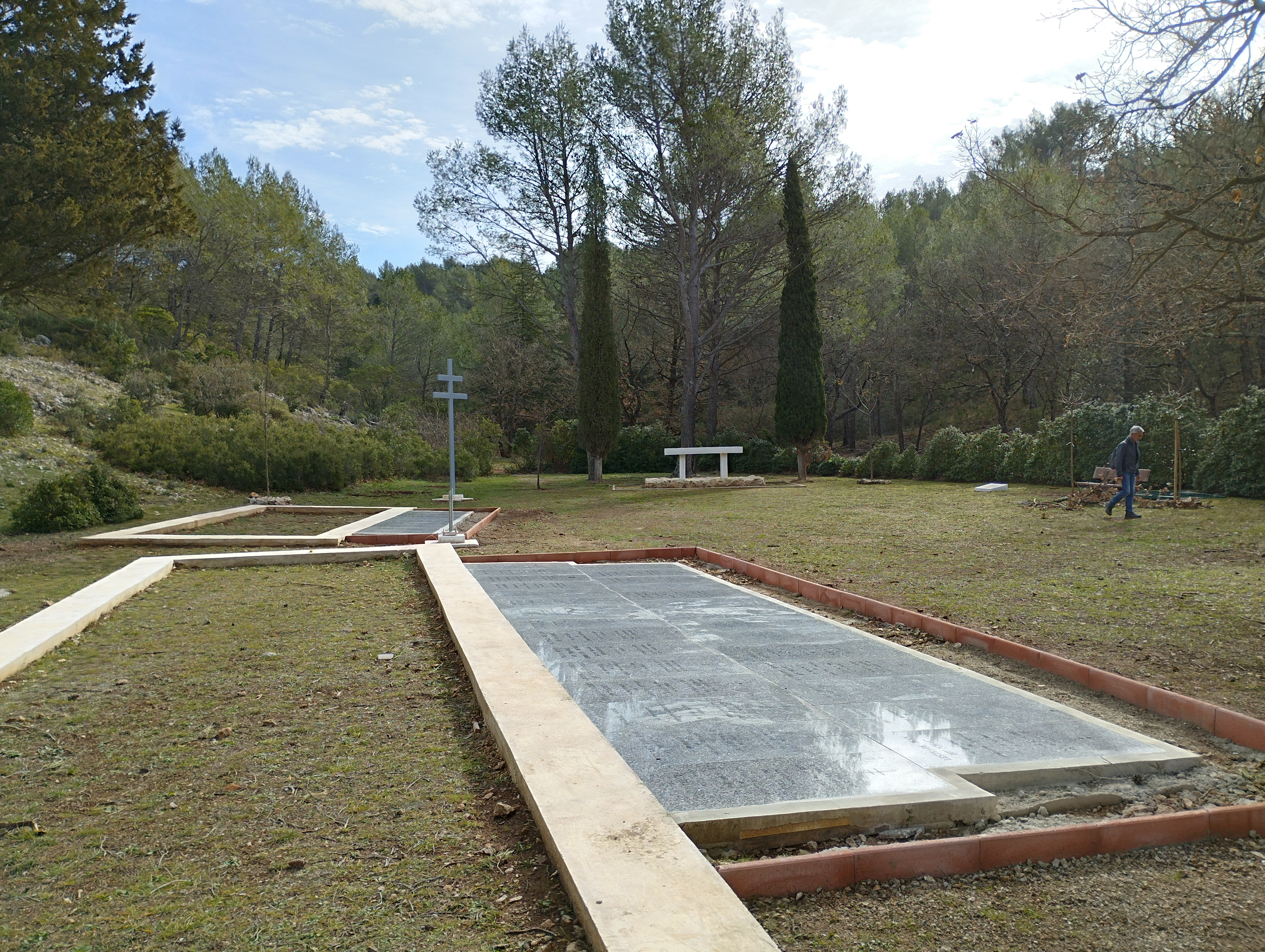
Mémorial du charnier de Signes, dans le Vallon des fusillés.

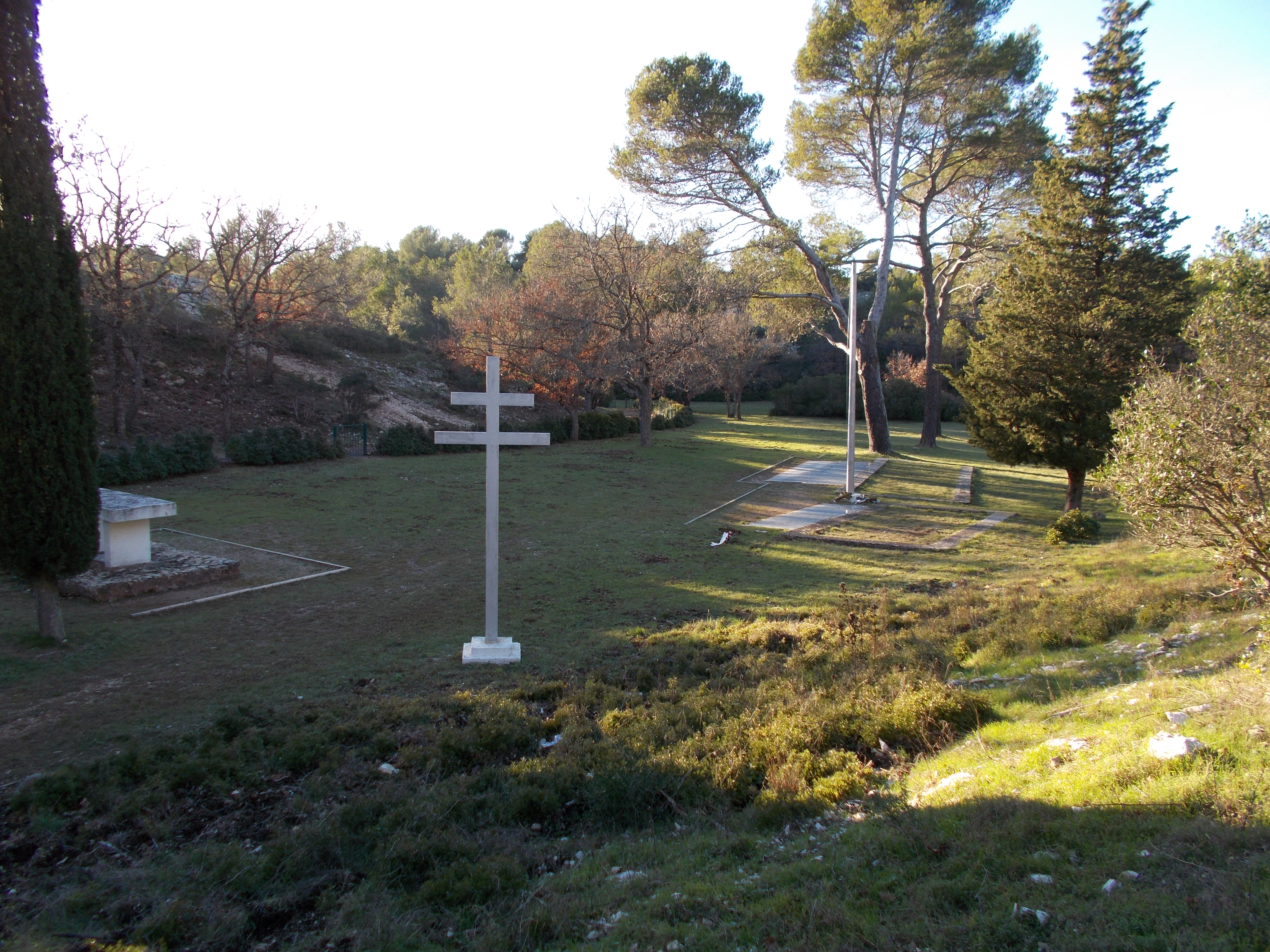
Enclos du mémorial du Vallon des fusillés.

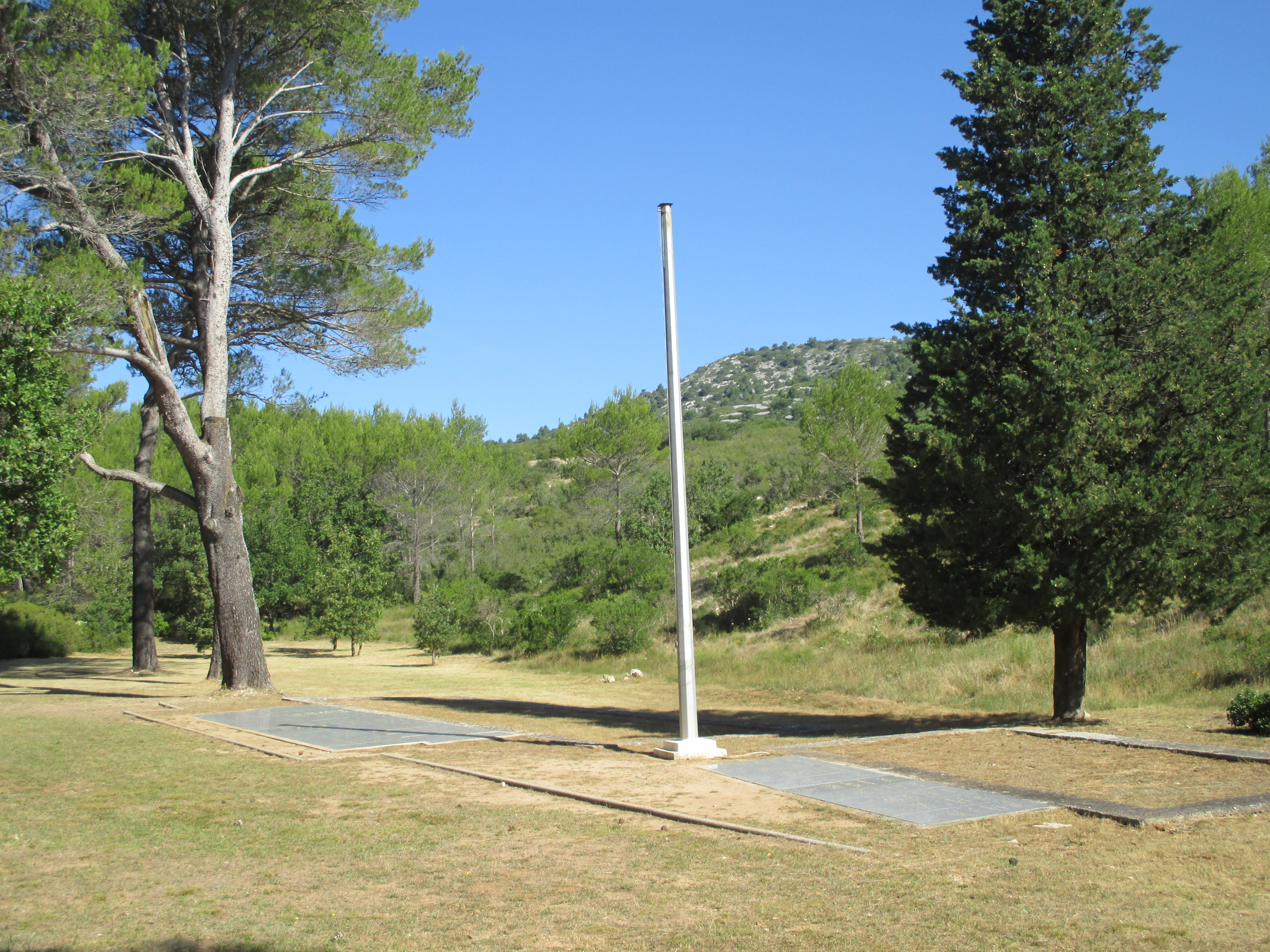
Les 37 pierres tombales du mémorial.

Les massacres de Signes sont des épisodes de la Résistance en France pendant la Seconde Guerre mondiale, au cours desquels trente-sept résistants français et un officier américain sont fusillés par l'armée allemande, les 18 juillet et 12 août 1944 à Signes, dans le Var. Le charnier de Signes est découvert en septembre 1944 dans un vallon entre Le Camp et Signes. Il est depuis un lieu de mémoire.

## Déroulement des exécutions
Ces résistants sont principalement de Marseille mais aussi des Basses-Alpes (aujourd'hui Alpes-de-Haute-Provence), pour la plupart membres du comité départemental de libération (capturés le 16 juillet lors du guet-apens d'Oraison) ou du Var, la plupart responsables régionaux. Ils ont été arrêtés, puis emprisonnés et horriblement torturés au 425 rue Paradis, siège de la Sipo-SD (Gestapo) de Marseille, avant d'être amenés dans ce vallon, devenu le Vallon des Martyrs. Après un simulacre de jugement, ils sont fusillés, vingt-neuf le 18 juillet 1944 et enfouis sur place, et neuf le 12 août. Les corps sont ramenés plus tard à Marseille et inhumés au cimetière Saint-Pierre.

## Découverte du charnier de Signes

### Témoignages
L'existence du charnier a pu être connue par plusieurs sources :
- les révélations que Ernest Quirot (Max Landry dans la Résistance)[1], le seul rescapé de Signes, confie aux membres du Groupe Franc qui l'avait fait évader de l'hôpital Salvator le 10 août 1944, révélations qu'il confirme dans sa déclaration à la police du 4 octobre de la même année, à la suite de la commission rogatoire délivrée par le juge d’instruction Bouquier du tribunal de Marseille ;
- le témoignage du jeune bûcheron de Cuges-les-Pins, Maurice Percivalle, qui se trouve dans les parages du lieu du drame le 18 juillet 1944. Avant d'être chassé par un soldat allemand, il a aperçu les résistants, certains grièvement blessés, creuser en chantant la Marseillaise la fosse destinée à les enterrer. Terrorisé par ce qu'il a vu, il garde d'abord le silence puis a, avec la Libération, le courage de parler et de mener les enquêteurs jusqu'à l'endroit exact du charnier.
- les deux rapports secrets de la SIPO-SD de Marseille signés par Ernst Dunker et retrouvés après la Libération : le rapport Catilina[2] du 7 juillet 1944 qui mentionne le nom d'un résistant exécuté à Signes et le rapport Antoine[3] du 11 août 1944 qui en cite 24 autres. On apprend dans ces rapports que les arrestations des 25 résistants sont la conséquence de la trahison de Maurice Seignon de Possel-Deydier, alias Noël dans la Résistance, devenu l'agent Érick dans la Gestapo[4]. Albert Chabanon aurait été, comme Ernest Quirot, victime d'un piège tendu par Edward Desdemaines, alias Hugon[5].

### Reconnaissance des corps
Ce sont des prisonniers allemands regroupés au Camp du Coulin (Gémenos) qui sont contraints de déterrer les cadavres sous la surveillance des FFI. Les médecins légistes commis aux fins d'autopsie concluent à un abominable carnage. Deux des victimes ont reçu des balles dans la tête mais, enterrés encore vivants, leur mort est due à l'asphyxie. Trois sont morts par fracture du crâne, consécutive à un enfoncement par un instrument contondant ; un mort par strangulation. Un a reçu une balle dans la nuque. Un a reçu une balle dans le dos. Cinq ont été tués par des balles tirées dans la tête, mais de face ; vingt-cinq dont la mort a été provoquée par éclatement du crâne (Hypothèse : rafale de mitraillette à bout portant tirée sur le côté droit de la tête, qui a provoqué un éclatement du crâne). La reconnaissance des corps fut rendue très difficile à cause de la chaux que les Allemands avaient versée sur les visages des fusillés pour leur enlever toute identité ; quatre d'entre eux n'ont pas été identifiés.

## Hommages

### Cérémonies
Des obsèques nationales eurent lieu le 21 septembre 1944 au cimetière Saint-Pierre de Marseille en présence du commissaire régional Raymond Aubrac, pour les neuf fusillés dont les corps avaient été ramenés à Marseille. Puis les corps furent remis à la disposition des familles qui désiraient les inhumer dans leur caveau familial.
Chaque année, une cérémonie commémorative se déroule le 18 juillet au Charnier de Signes.

### Nécropole nationale
Le charnier de Signes est désormais une nécropole nationale dont le chemin est indiqué sur la route départementale 2 par un monolithe revêtu d'une plaque commémorative sur laquelle on peut lire « Aux héros et martyrs de la Résistance, tombés pour la libération dans ce vallon en juillet-août 1944 ». Sur le lieu du charnier, se trouvent les plaques nominatives en marbre des fusillés, une croix de Lorraine et un autel sur lequel est apposée une plaque indiquant que sous l'autel « un coffre renferme les ossements des fusillés ».

## Liste des fusillés de Signes

### Fusillés du 18 juillet
- Marcel André, 44 ans, Sigonce, directeur d’école, membre du Comité départemental de Libération (CDL) des Basses Alpes au titre de la CGT
- André Aune, « Berthier », « Marceau », 45 ans, Marseille, courtier, chef de l’Armée secrète (AS) des Bouches-du-Rhône
- Georges Barthélemy, 38 ans, Marseille, responsable AS et mouvement Libération
- Lucien Barthélemy, 41 ans, frère de Georges, Marseille[Notes 1]
- Charles Boyer, « César », 60 ans, Marseille, ancien conseiller général radical-socialiste d’Aups, docteur en droit, négociant, membre du réseau La France au Combat
- Albert Chabanon, « Valmy », 29 ans, Marseille, professeur (École normale supérieure), responsable de l’Organisation Universitaire des Mouvements unis de la Résistance (MUR)
- Henri Chanay, « commandant Manuel », « Grand Michel », 31 ans, officier parachuté, chef de la mission interalliée
- Roger Chaudon, 36 ans, Oraison, directeur de coopérative, responsable local des parachutages
- Georges Cisson, « Dubosc », « Roumi », 34 ans, les Arcs, ingénieur des Ponts et Chaussées, chef régional Libération et NAP en R2[Notes 2], responsable de la publication du journal des Mouvements Unis de Résistance (MUR) de R2 (Provence Libre)
- Paul Codaccioni, « Kodak », 56 ans, Marseille, contrôleur principal des PTT, responsable du service des liaisons téléphoniques et télégraphiques de la résistance en R2
- François Cuzin, « Étienne », 30 ans, Toulon/Digne, professeur agrégé de philosophie (école normale supérieure), chef du service de renseignements des MUR des Basses-Alpes, membre du CDL
- Docteur André Daumas, 44 ans, Oraison
- Jean-Pierre Dubois, « Allain », 49 ans, Marseille, membre des MUR
- Docteur Léon Dulcy, 33 ans, Bras-d’Asse, membre du Special Operations Executive (SOE) britannique des Basses-Alpes
- Guy Fabre, « Berger », 20 ans, Marseille, étudiant à l'école de navigation, un des animateurs de la presse clandestine du M.L.N et responsable militaire des jeunes étudiants du M.L.N., adjoint de Valmy
- Maurice Favier, « Élan », 27 ans, membre du CDL des Basses-Alpes
- Émile Latil, Sisteron, membre du CDL des Basses-Alpes
- Jean Lestrade, « Chac », 20 ans, Marseille, étudiant, agent de liaison de l’Organisation Universitaire[Notes 3]
- Maurice Levy, 32 ans, Nîmes, membre des services de renseignements américains
- René Mariani, « Gaillard », 23 ans, Marseille, étudiant, responsable adjoint de l’Organisation Universitaire
- Louis Martin-Bret, « Michel », 46 ans, Manosque, ancien conseiller général socialiste, directeur des silos et coopératives du département, chef des MUR des Basses-Alpes, président du CDL
- Jules Moulet, « Bernard », 45 ans, entrepreneur, chef NAP des Bouches-du-Rhône
- Jean Piquemal, « Jacqueine », 40 ans, Draguignan/Digne, infirmier, chef adjoint des MUR, membre du CDL des Basses Alpes
- Terce Rossi, 29 ans, Oraison
- Robert Rossi, « Levallois », 31 ans, capitaine de l’armée de l’air, chef régional des Forces Françaises de l’Intérieur (FFI) pour toute la région R2, compagnon de la Libération[6]
- Robert Salom, agent de liaison Francs-Tireurs et Partisans (FTP) des Basses-Alpes
- trois inconnus[Notes 4].

### Fusillés du 12 août 1944
- Paul Kohler, 44 ans, Marseille, chef mécanicien SNCF
- Pierre Jean Lafforgue, « Philippe », 26 ans, Marseille, officier des services spéciaux de renseignements français
- Jean Libert, « Jourdan », 22 ans, Marseille
- Muthular d'Erecalde, major « Lucas », 34 ans, officier américain parachuté, membre de la mission interalliée
- Léon Pacaud, « Adrien », opérateur radio parachuté
- François Pelletier, lieutenant « Ruben », 24 ans, officier parachuté, responsable des liaisons par vedettes à Saint-Tropez
- Georges Saint-Martin, « Bourrely », 20 ans, Marseille, secrétaire du chef régional FFI
- André Wolf, 44 ans, Lançon, notaire
- un inconnu